# Route départementale 115 (Finistère)
Pour les articles homonymes, voir Route départementale 115.
La route du Jet, abrégée en D 115, est une des Routes du Finistère, qui relie Quimper à Elliant en longeant la rivière du Jet

## Tracé de Quimper à Elliant
- Ergué-Gabéric
- Elliant